# بلک‌گراند رکوردز
بلک‌گراند رکوردز (انگلیسی: Blackground Records) شرکت نشر موسیقی آمریکایی است، که در سال ۱۹۹۳ تأسیس شد.